# Museo di belle arti di Valencia
Il Museo di belle arti San Pio V di Valencia è una delle pinacoteche più importanti della Spagna.

Esso custodisce circa 2.000 opere, in gran parte risalenti al XIV e XV secolo, di cui i più famosi sono Autorretrato di Diego Velázquez e la Madonna col Bambino scrivente e un vescovo inginocchiato del Pinturicchio.
Il museo è ricavato all'interno del palazzo di San Pio V, costruito tra il XVII e il XVIII secolo, su iniziativa dell'arcivescovo di Valencia, Juan Tomás de Rocaberti.
Inoltre è presente una sezione dedicata alla scultura, una interamente di arte contemporanea e una per i ritrovamenti archeologici.

## Artisti presenti
- Pittori gotici: Miquel Alcanyís, Pere Nicolau, Jacomart, Reixach, Nicolás Falcó, Gonzalo Pérez (Retablo dei santi Orsola, Martino e Antonio)
- Rinascimento: Paolo da San Leocadio, Fernando Yáñez de la Almedina, Juan Vincente Macip, Joan de Joanes e l'italiano Pinturicchio, con il suo unico lavoro esposto in Spagna.
- Secoli XVII e XVIII: Ribalta, José de Ribera, Velázquez (Autoritratto), Murillo, Juan de Valdés Leal, Luca Giordano, Corrado Giaquinto, Goya, Jan van Goyen, Frans van Bloemen.
- Secoli XIX e XX: Vicente López y Portaña, Lucio Muñoz, Degrain, José Benlliure y Gil, Pinazo, Joaquín Sorolla, Cecilio Plá e Salvador Abril y Blasco.

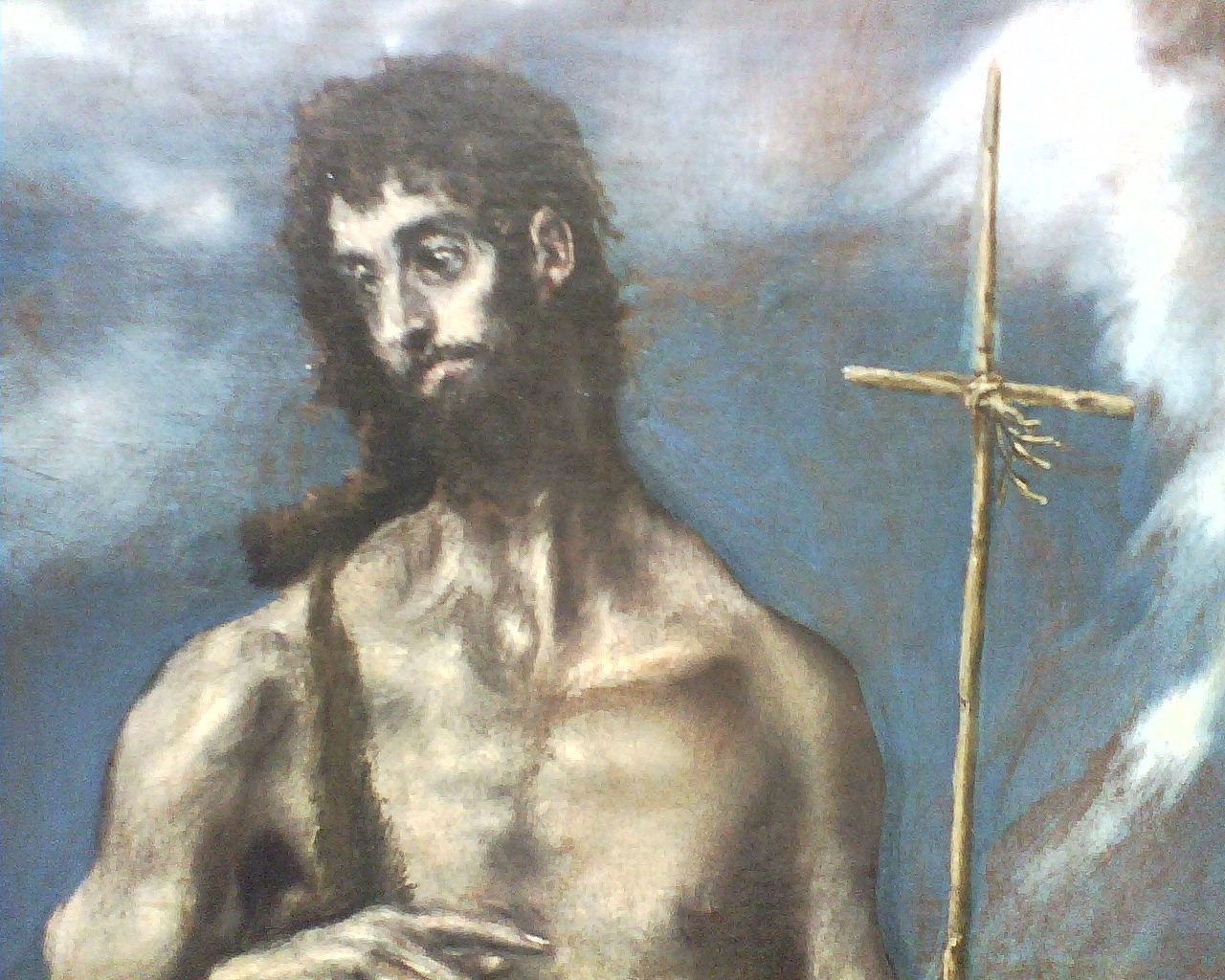
San Giovanni Battista (dettaglio) El Greco
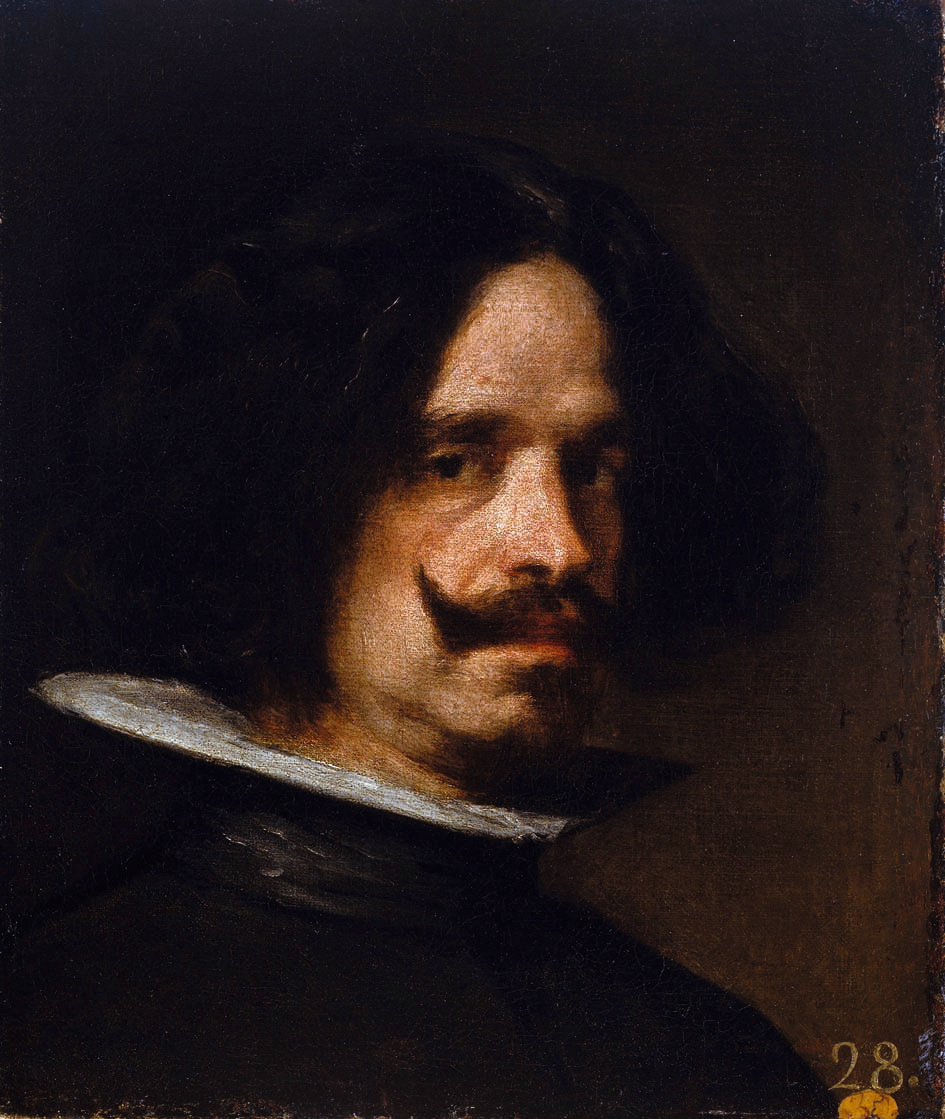
Autoritratto Diego Velázquez
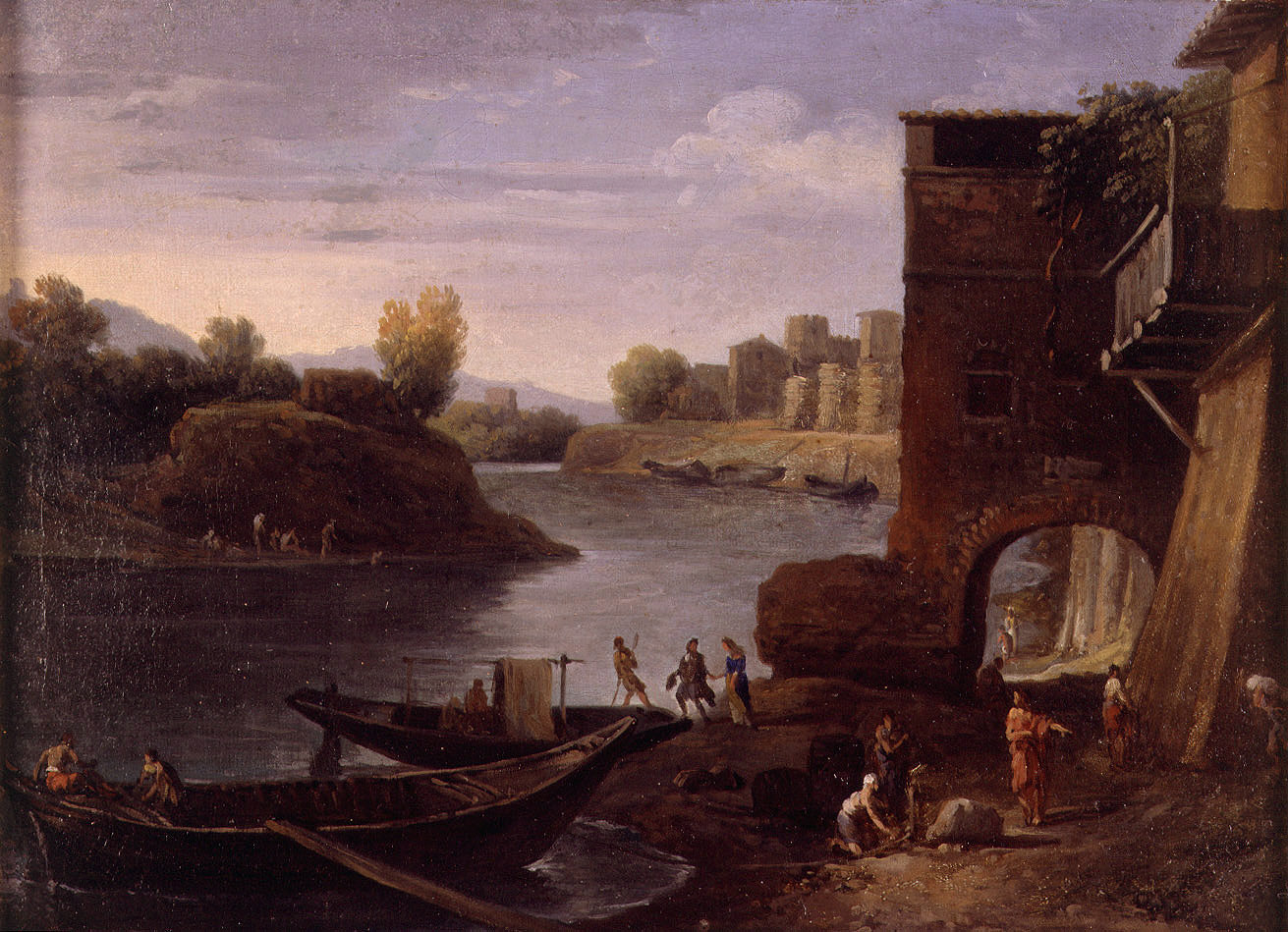
Embarcadero Cerchia di Adrien Manglard
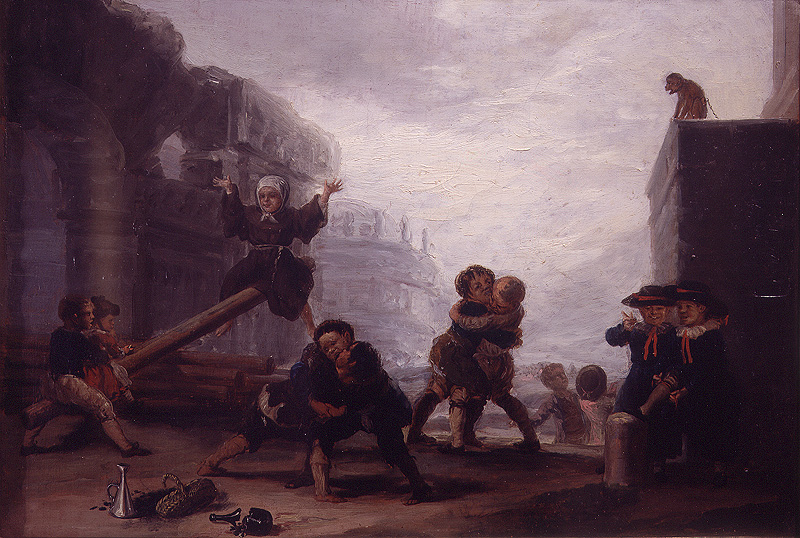
Juego de niños el balancín Francisco de Goya y Lucientes
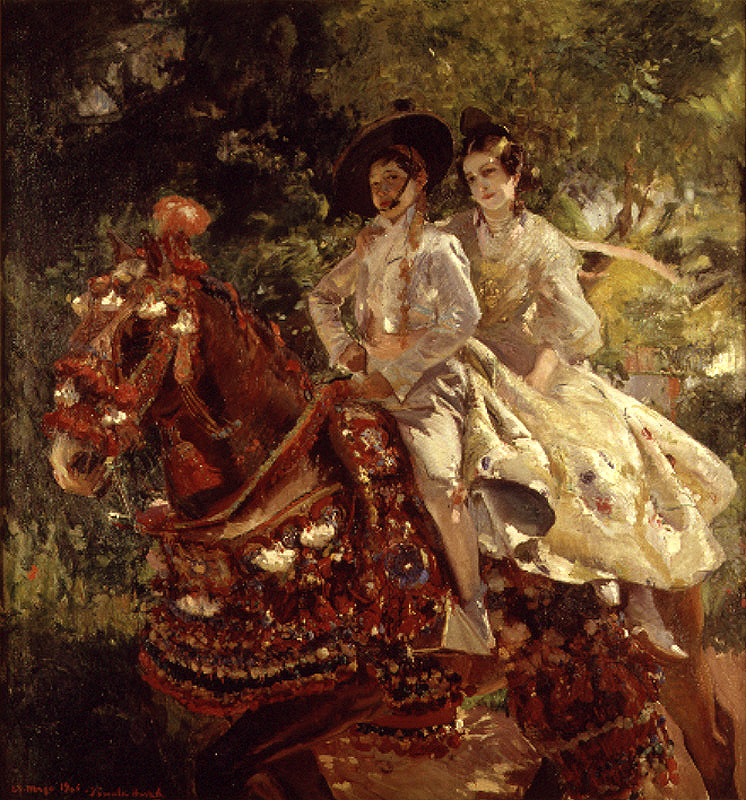
Grupa valenciana Joaquín Sorolla
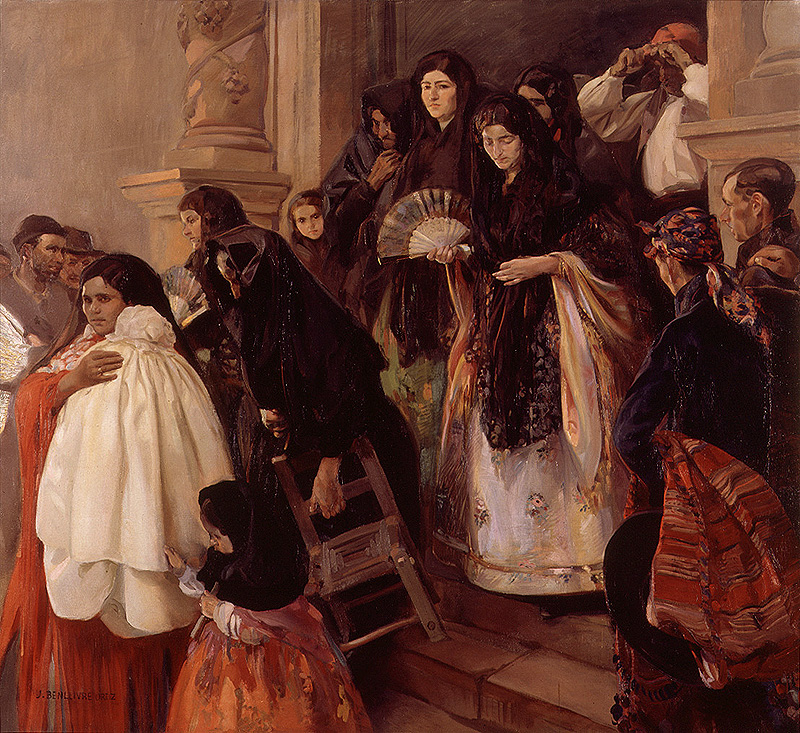
Salida de misa en Rocafort José Benlliure Ortiz
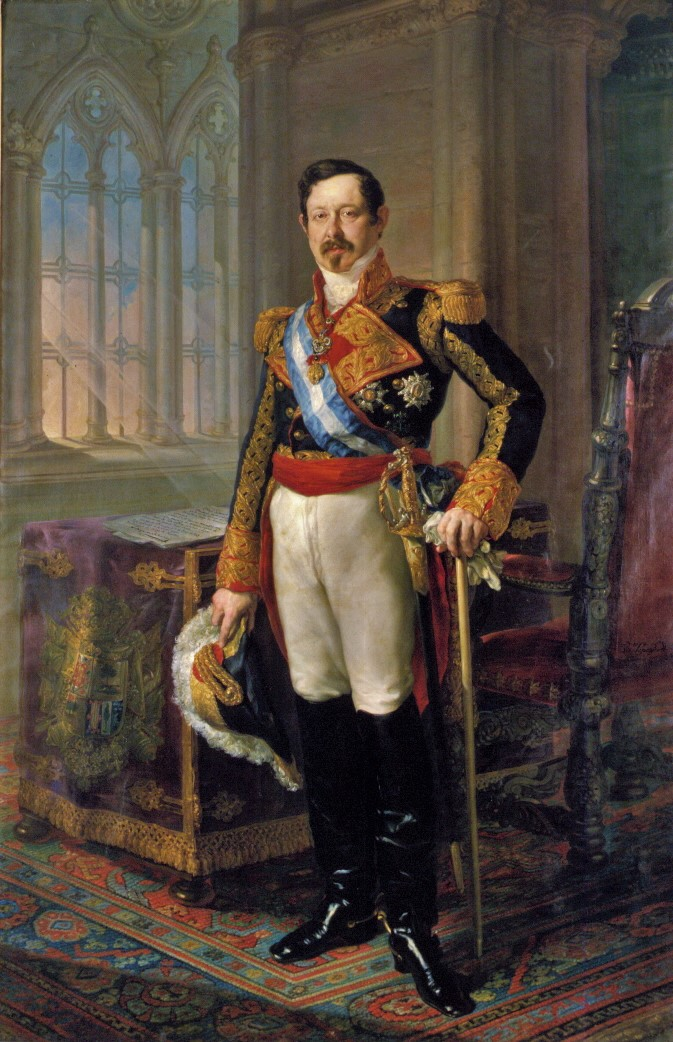
Ramón María Narváez. Vicente López y Portaña.